# İhsan Sabri Çağlayangil

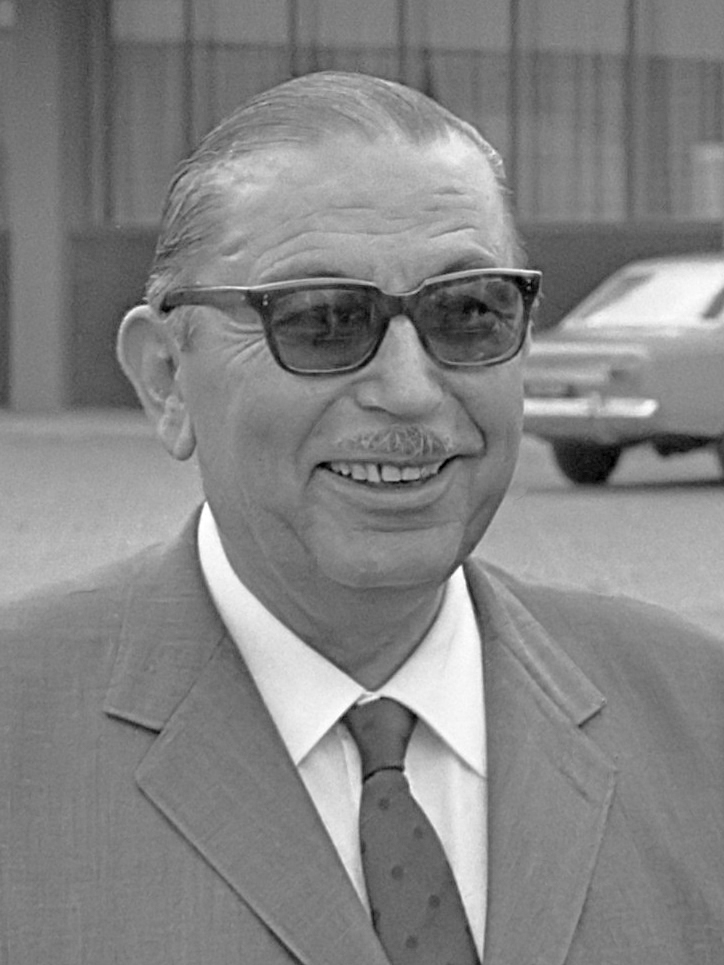
Ihsan Sabri Caglayangil (1968)

İhsan Sabri Çağlayangil (* 1908 in İstanbul, Osmanisches Reich; † 30. Dezember 1993 in Ankara, Türkei) war ein türkischer Bürokrat, Politiker und dreimaliger Außenminister der Türkei.
Çağlayangil absolvierte das İstanbul Lisesi und 1932 die Fakultät für Rechtswissenschaft an der Darülfünun. Er war in unterschiedlichen Funktionen in der Emniyet Genel Müdürlüğü tätig. İhsan Sabri Çağlayangil organisierte als junger Beamter das Gerichtsverfahren für die Angeklagten des Dersim-Aufstands 1937.
1945 war er Landrat (tr: Kaymakam) Ahlats. 1948 war Çağlayangil Gouverneur Yozgats, 1950 Antalyas, 1953 Çanakkales und 1954 von Sivas. Von 1954 bis 1960 war er Gouverneur Bursas. İhsan Sabri Çağlayangil war in der Demokrat Parti tätig. Nachdem das Komitee der Nationalen Einheit am 27. Mai 1960 geputscht hatte, wurde er verhaftet und musste insgesamt sechs Monate auf der Gefängnisinsel Yassıada und im Balmumcu-Gefängnis verbringen. Nach sechs Monaten wurde Çağlayangil entlassen,  ohne jemals angeklagt worden zu sein.
1961 begab sich Çağlayangil aktiv in die Politik. Er wurde für die Adalet Partisi zum Senator der Provinz Bursa gewählt. Am 20. Februar 1965 wurde er in der Regierung Suat Hayri Ürgüplüs zum Minister für Arbeit ernannt. In der nach den Parlamentswahlen von 1965 gegründeten Demirel-Regierung wurde er Außenminister. 
Am 12. März 1971 verfassten die Türkischen Streitkräfte ein Memorandum. Infolgedessen trat die Regierung zurück und Çağlayangil verlor seinen Posten. Er blieb jedoch in der Adalet Partisi und war weiterhin Senator. In der von Süleyman Demirel 1975 gegründeten I. Regierung der Nationalistischen Front (I. Milliyetçi Cephe hükümeti) wurde Çağlayangil erneut zum Außenminister ernannt. 1977 wurde er abermals zum Außenminister in der II. Regierung der Nationalistischen Front Demirels. Er blieb in diesem Amt, bis die Regierung im Dezember 1977 aufgrund einer verlorenen Vertrauensfrage zurücktrat. Bei den Zwischenwahlen vom November 1979 wurde Çağlayangil zum Präsidenten des Senats der Republik gewählt. 
Er vertrat den Staatspräsidenten Fahri Korutürk, dessen Amtszeit am 6. April 1980 abgelaufen war, bis zum Militärputsch vom 12. September 1980. Nachdem 1983 das Gründen von politischen Parteien wieder erlaubt war, engagierte sich Çağlayangil bei der Gründung der Büyük Türkiye Partisi. Nachdem die Partei durch einen Beschluss des Millî Güvenlik Kurulu verboten wurde, war Çağlayangil zusammen mit einigen Politikern der Adalet Partisi und der Cumhuriyet Halk Partisi vom 1. Juni 1983 bis zum 30. September 1983 in Zincirbozan interniert. Obwohl das Verbot der politischen Betätigung durch ein Referendum am 6. September 1987 aufgehoben wurde, gab Çağlayangil im November 1990 bekannt, dass er sich aus der Politik zurückziehe.
Er starb am 30. Dezember 1993 und wurde auf dem Friedhof Zincirlikuyu im İstanbuler Stadtteil Şişli beigesetzt.

## Bücher
- Anılarım (Meine Memoiren), Yılmaz Yayınları, 2. erweiterte Auflage Istanbul 1990

| Personendaten    | Personendaten            |
| ---------------- | ------------------------ |
| NAME             | Çağlayangil, İhsan Sabri |
| KURZBESCHREIBUNG | türkischer Politiker     |
| GEBURTSDATUM     | 1908                     |
| GEBURTSORT       | Istanbul                 |
| STERBEDATUM      | 30. Dezember 1993        |
| STERBEORT        | Ankara                   |